# Chanos chanos
El sabalote (Chanos chanos), única especie del género Chanos que a su vez es el único encuadrado en la familia Chanidae, es un pez marino del orden Gonorynchiformes, distribuido por el océano Pacífico, océano Índico y mar Rojo de una forma amplia en casi todas las aguas por encima de 20 °C. Su nombre procede del griego khanos (χάνος ‘boca’).
Se conocen hasta cinco géneros fósiles encuadrados dentro de esta familia, con varias especies extinguidas, pero el sabalote es el único representante vivo de toda la familia. Aparecen por primera vez en el registro fósil en el Cretácico inferior, durante la era Mesozoica.

## Morfología
Suelen alcanzar poco más de un metro de longitud, aunque se ha descrito una captura de hasta 180 cm. Tienen el cuerpo fusiforme y comprimido de poco más de 1 m de longitud máxima, con escamas cicloideas; con la boca en posición terminal pequeña y sin dientes, con la mandíbula inferior no protusible; tienen vejiga natatoria.

## Hábitat y modo de vida
Son peces fundamentalmente marinos de entre 1 m y 30 m de profundidad, aunque suelen poblar los estuarios e incluso remontar los ríos. Los adultos se agrupan en bancos cerca de la costa o alrededor de las islas con arrecifes muy desarrollados
Se alimenta de algas e invertebrados bentónicos. Las larvas comen zooplancton mientras que los juveniles se alimentan de cianobacterias, larvas y pequeños invertebrados.

## Reproducción
Los huevos y los alevines son pelágicos marinos durante dos o tres semanas, tras lo cual los juveniles emigran a refugiarse en manglares y estuarios de ríos, ocasionalmente penetran a aguas dulces; tras una etapa de crecimiento, los subadultos retornan al mar, donde maduran sexualmente, teniendo lugar la reproducción exclusivamente en agua salada.

## Importancia económica
Son pescados en el mar con una gran importancia comercial en el sureste asiático para la alimentación humana, donde también es criado en acuicultura, siendo frecuente la pesca de individuos larvas y alevines en sus refugios en manglares y estuarios para su posterior engorde en tanques acuícolas. Los individuos adultos también pueden ser mantenidos para que se reproduzcan en cautividad y así surtir de huevos a las piscifactorías.